# Benediction
Benediction es una banda británica de death metal proveniente de Birmingham, Inglaterra, formada en febrero de 1989.

## Biografía
Benediction fue formada en febrero de 1989 por Paul Adams quien tocaba el bajo, Peter Rew y Darren Brookes la guitarra y Mark Greenway como vocalistas. Con el demo The Dreams You Dread, lanzado en el mismo año, atrajeron la atención de Nuclear Blast Records, con los cuales inmediatamente firmaron contrato. Su primer álbum, Subconscious Terror, fue lanzado en 1990, después de la salida de Barney, quien se unió a Napalm Death. En el álbum debut se incluyó a un nuevo vocalista, Dave Ingram. Poco después, la banda salió de gira junto a Bolt Thrower y Nocturnus. 
Su segundo álbum, The Grand Leveller, atrajeron popularidad internacional. Después de concluir una gira por Europa junto a Massacra, la banda retomó la gira, pero ahora con Dismember. Después de la salida de Paul Adams, en diciembre de 1991, Darren tocó el bajo y la guitarra para un EP lanzado en esas fechas, titulado Dark is the Season. 
Después de un año, la banda encontró un nuevo bajista, Frank Healy, el guitarrista de Cerebral Fix y fundador de Napalm Death, como miembro de tiempo completo.
En 1993, Benediction lanzó su tercer álbum, Transcend the Rubicon. Después de una extensa gira por Europa, Estados Unidos, Canadá e Israel junto a Cemetery y Atheist, Ian Treacy abandonó la banda por diferencias personales con los demás integrantes. Poco tiempo después fue reemplazado por Neil Hutton y finalmente lanzaron su cuarto álbum, The Dreams You Dread. 
Benediction mantuvo una estrecha amistad con la banda Death, con los cuales salieron de gira en numerosas ocasiones.
Su siguiente álbum, Grind Bastard, fue lanzado al mismo tiempo que estaban de gira. Después de esta gira, el vocalista Dave Ingram salió de la banda, y poco después se unió a Benediction el vocalista de Mistress y Anaal Nathrakh, Dave Hunt.
Su octavo álbum, fue lanzado a través de Nuclear Blast en octubre del 2001 y lleva por nombre  Organised Chaos además de haber sido producido por Andy Sneap. Su noveno álbum, Killing Music, fue lanzado en agosto del 2008.Su más reciente trabajo "Scriptures" fue lanzado el 16 de octubre del 2020 recibiendo muy buenas críticas de parte de sus fanáticos.

## Integrantes

### Actuales
- Darren Brookes - guitarra (1988-)
- Peter Rewinsky - guitarra (1988-)
- Dave Ingram - voz (1990-1998, 2019 -)
- Dan Bate - bajo (2019-)
- Gio Dust - batería (2019-)

### Pasados
- Dave Hunt - voz (1998-2019)
- Mark "Barney" Greenway - voz (1988-1990)
- Paul Adams - bajo (1988-1991)
- Frank Healy - bajo (1992-2020)
- Ian Treacy - batería (1988-1994)
- Nicholas Barker - batería (2005-2007)
- Neil Hutton - batería (1994-2005, 2007-2020)

## Discografía
- Subconscious Terror (1990)
- The Grand Leveller (1991)
- Dark Is The Season (1992)
- Transcend The Rubicon (1993)
- The Grotesque / Ashen Epitaph (1994)
- The Dreams You Dread (1995)
- Grind Bastard (1998)
- Organised Chaos (2001)
- Killing Music (2008)
- Scriptures (2020)